# Femonazionalismo
Femonazionalismo o feminazionalismo è un termine (unione di femminismo e nazionalismo) che descrive l'associazione favorevole tra un tipo di ideologia nazionalista e alcuni postulati del movimento femminista con motivazioni xenofobe.
Il termine fu originariamente proposto dalla ricercatrice Sara R. Farris interessata alla condizione delle donne migranti, per riferirsi ai processi per cui certi partiti nazionalisti della destra si allineano con associazioni femministe e donne delle istituzioni con il fine di giustificare posizioni razziste e xenofobe specialmente contro l'Islam, supportandole con i pregiudizi che le persone migranti debbano essere forzatamente sessiste e che la società occidentale sia completamente egualitaria, ovvero che i migranti esigono diritti civili che non gli sono necessariamente dovuti. Così, le ideologie femministe nazionaliste usano i diritti ottenuti nel corso dei decenni per avanzare soluzioni di antagonismo verso l'immigrazione, strumentalizzazione sempre più comune tra le compagini politiche di destra. Il prodotto sociale dell'ideologia femonazionalista è che i migranti, in cerca di sicurezza economica o anche per sete di conoscenza, si trovano ad affrontare un avversario inaspettato, un sessismo di stampo nazionalista.
Il femminismo critica questo fenomeno concentrandosi sull'uso parziale e settario che si fa del movimento femminista, per nascondere fini basati sull'intolleranza, dimenticando il sessismo e la mancanza di una effettiva uguaglianza nella società occidentale nel suo insieme.